# Grace Adler

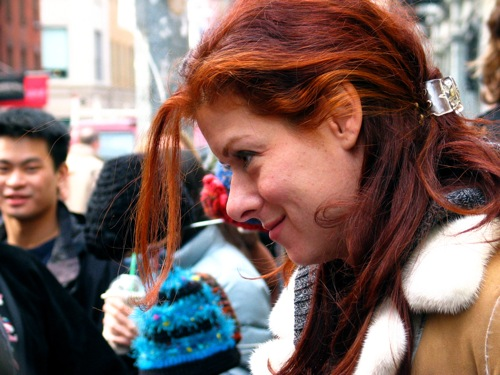
Debra Messing, atriz que interpreta a personagem Grace Adler

Grace Adler é uma personagem da popular sitcom norte-americana Will & Grace, interpretada por Debra Messing. Ela é uma decoradora de interiores, judia vivendo em Nova Iorque com seu melhor amigo gay, Will Truman (interpretado por Eric McCormack). Ela é originária de Schenectady, Nova Iorque.
Grace é extremamente neurótica e gulosa. Nasceu em 26 de Abril de 1967. Ela foi tremendamente influenciada pela mãe, Bobbi Adler (Debbie Reynolds), uma ultra-dramática aspirante a atriz. Grace também luta constantemente pelo afeto de seu pai, Martin (Alan Arkin), competindo com suas duas irmãs, que obviamente têm mais problemas que ela (Joyce, interpretada por Sara Rue, que é comedora compulsiva; enquanto Janet, interpretada por Geena Davis que tem um emprego de quinta categoria e é extremamente promíscua).
Grace tem péssima sorte com namorados, muitos deles interpretados por famosos convidados especiais, como Woody Harrelson e Gregory Hines. Ela finalmente se casou com Dr. Leo Markus, interpretado pelo cantor/ator Harry Connick Jr. Em 2003, o casamento acabou quando ele teve um caso com uma companheira de trabalho que estava com ele em missão no Camboja.
Ela tem fama de fazer homens "virar" gay. Alguns de seus namorados, como Will e seu namorado na segunda temporada, Josh, assumiram-se gays. Por causa disso, a cada novo relacionamento ela se questiona se o mesmo acontecerá.
Tem uma relação de amor e ódio com sua secretária, Karen Walker, interpretada por Megan Mullally, uma rica e alcoólatra socialite que literalmente nada faz no escritório. Ao contrário, no horário de trabalho, Karen insulta sua própria empregada, Rosario Salazar, critica Grace quanto a seu senso de moda, seu gosto para homens e o tamanho de seu seios, tudo com a ajuda do seu afetado amigo Jack McFarland. As duas se tornaram mais amigas com o passar dos anos, ao passo de terem se beijado mais de uma vez.
No final da série Grace volta a juntar-se com Leo e ambos tem uma filha Lila. Esta no futuro vem a casar com o filho de Will e Vince, Ben.(Numa das últimas cenas em que o casamento é mencionado, Will diz que não acredita que os seus dois filhos vão casar um com o outro, e Grace diz que acredita pois é ela que vai pagar pelo casamento de Lila e Ben, o que é uma pequena piada visto que Will pagava sempre tudo a Grace quando viviam juntos.)